# 2013 na literatura

## Mortes
| Data | Nome | Profissão | Nacionalidade | Observações | Ref |
| ---- | ---- | --------- | ------------- | ----------- | --- |

## Prémios literários
- Prémio Camões — Mia Couto[1]
- Prémio Primeira Obra do P.E.N. Clube Português - Raquel Nobre Guerra com o livro "Groto sato"[2]